# U-21-Faustball-Europameisterschaft 2004
Die 5. Faustball-Europameisterschaft für U21-Mannschaften fand am 20. und 21. August 2005 in Hochburg-Ach (Österreich) statt. Österreich war zum dritten Mal Ausrichter der Faustball-Europameisterschaft der U21-Mannschaften.

## Vorrunde
| Deutschland | – | Schweiz     | 2:1 | (20:11, 17:20, 20:14) |
| Österreich  | – | Schweiz     | 1:2 | (20:17, 19:21, 15:20) |
| Österreich  | – | Deutschland | 0:2 | (9:20, 15:20)         |

## Finalspiele
Der Sieger der Vorrunde war direkt für das Finale qualifiziert, der Zweite und der Dritte spielten im Halbfinale um den Finaleinzug.
| Halbfinale  | Halbfinale | Halbfinale | Halbfinale | Halbfinale     | Halbfinale |
| ----------- | ---------- | ---------- | ---------- | -------------- | ---------- |
| Schweiz     | -          | Österreich | 2:0        | (20:17, 20:17) |            |
| Finale      |            |            |            |                |            |
| Deutschland | –          | Schweiz    | 2:0        | (20:9, 20:10)  |            |

## Platzierungen
| Rang | Land        |
| ---- | ----------- |
| 1.   | Deutschland |
| 2.   | Schweiz     |
| 3.   | Österreich  |